# プレイエル

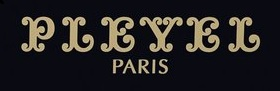
ロゴマーク

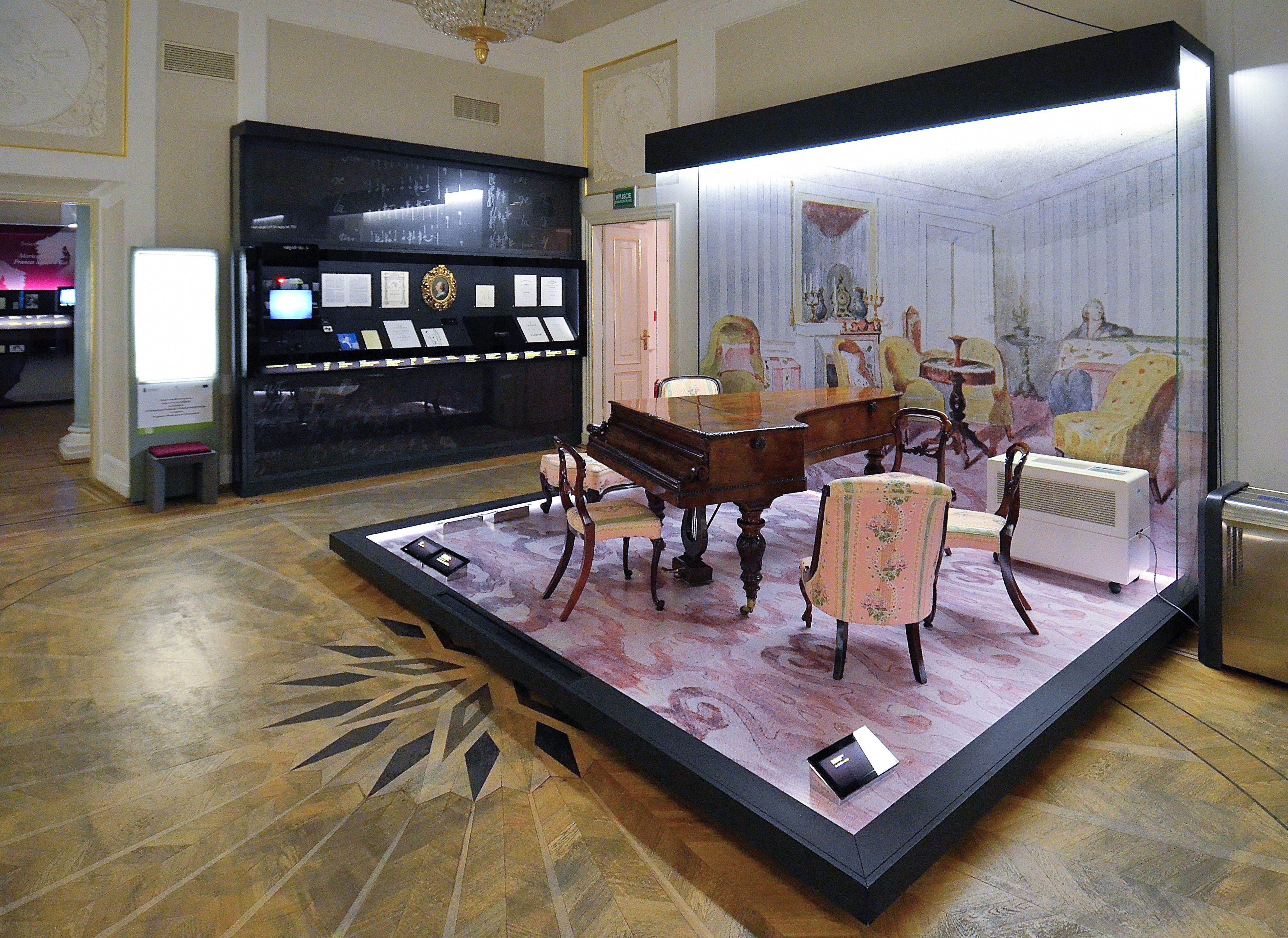
ワルシャワ・フレデリック・ショパン博物館に展示されている、ショパンが晩年に所有していたプレイエルのグランドピアノ

プレイエル（Pleyel et Cie）は、フランスのピアノ製作会社である。

## 概要
ピアノ製作会社「プレイエル商会（Pleyel et Cie ）」は、イグナツ・プレイエルとその息子カミーユ（1788年 - 1855年、ピアノの名手で1815年に父の仕事の共同経営者になった）によって設立された。この会社はショパンに使用されたピアノを生産し、また、ショパンがパリで最初に演奏会を（そして最後の演奏会も）行ったコンサートホール「サル・プレイエル（Salle Pleyel）」も経営した。19世紀末ころ、プレイエル社は最初の半音階ハープを製作した。20世紀初頭には、ワンダ・ランドフスカの要請で、ハープシコードの復活に手助けをした。

## プレイエル社史
イグナツ・プレイエルによって1807年にPLEYELを冠した最初のピアノが製造される。
1813年にイグナツは、正式にカミーユにその経営権を譲り、1829年にイグナツの健康状態の悪化を機にプレイエル親子は財産の整理を始め、長年の友人であるカルクブレンナーが、プレイエルピアノの製造、販売、貸出を行うPleyel & Co.を設立する。
1855年にカミーユよりオーギュスト・ヴォルフに経営権が引継がれ、ヴォルフは、工場をパリからサンドニに移動させる。55000m2の広大な工場では、1866年の最盛期には年間3000台のピアノを生産した。1887年のヴォルフの死を受け、義理の息子であるギュスターブ・リヨンが経営を引継ぐ。優れた音楽家でもあり、鉱山技師でもあったリヨンは、製造の近代化に成功する。1866年には、プレイエルの経営は、パリのロシュシュアールのショールームの他に、パリ市内に2軒、ブリュッセル、ロンドン、シドニーにそれぞれ1軒ずつ支店を持つまでに成長した。
1927年にパリにサル・プレイエルが建設される。
1930年、リヨンが経営より退く。時を同じくして、1929年のアメリカの株の大暴落を受けたプレイエルのピアノ部門が1933年財産管理下に陥る。翌年、プレイエル破綻。サル・プレイエルは、クレディリヨネ銀行に買収され、1998年までその管理下におかれる。
1961年、経済的苦境の中、前年に合併したばかりのガヴォー・エラールと合併し、ガヴォー・エラール・プレイエルとなる。この時点で、多くのピアニストの証言からプレイエルの音は消えたといわれている。1971年に、ドイツのシンメル（Schimmel piano company）により買収され、工場をドイツのブラウンシュヴァイクへと移転する。このシンメルによる経営はその後25年に亘る。この買収劇によって、プレイエルブランドのピアノはドイツ資本となったものの、技術者たちが出資者たちの援助のもと、北フランスに工場を開き、ラモー（Rameau）の名でフランスピアノを作り続ける。
サル・プレイエルの所有者であるクレディリヨネ銀行が、1995年に経済的なスキャンダルに見舞われ、その財産が国の管理下におかれ、競売に掛けられる。翌年、フランス人ビジネスマンのユーベル・マルティニがサル・プレイエルを購入し、南仏アレスに移転していたプレイエルの工場の再生にも着手し、名称もフランス・ピアノ製造会社（Manufacture Francaise De Pianos）に変更する。翌1998年、サル・プレイエルの実質的な売却が行われ、70年間の分裂を経て、再びプレイエルが一つになる。サル・プレイエルは2006年9月に再開され、オーケストラの公演など多くのコンサートを開いている。
2002年マルティニの要請を受け、アルノー・マリオンがサル・プレイエルとフランス・ピアノ製造会社の経営に関る。2006年現在、フランス・ピアノ製造会社は、アラン・ラフォンにより運営されている。
2007年業績不振により、南フランスのアレス工場から撤退し、パリ郊外にアトリエ工房として再出発を果たす。体制としては受注生産であり、2008年度の生産台数は20台、2009年度は16台と、零細企業としての経営を余儀なくされていた。2013年にはついに生産中止を発表。ただし、在庫については当面販売が続けられる。
2014年9月、パリ・ドメニル通りのヴィアデュック・デザールに本社を移転した。現在は同社ピアノの修復が中心で、グランドピアノのみ特注で製造している。2016年には中国に販売会社がオープンしている。

## 製品
| 製品      | 種類               |
| --------- | ------------------ |
| P170      | グランドピアノ     |
| P190      | グランドピアノ     |
| P204      | グランドピアノ     |
| P280      | グランドピアノ     |
| P131      | アップライトピアノ |
| P124      | アップライトピアノ |
| P118      | アップライトピアノ |
| Romantica | アップライトピアノ |

ショパンが愛したピアノとして有名。
オーソドックスな黒や木目調以外に、現代的なデザインのアートケース・ピアノも販売されている。
1830年型のプレイエルのピアノは、2009年9月にピアノ製作者ポール・マクナルティによって復元された。楽器は現在、ワルシャワのフレデリック・ショパン研究所のコレクションに収められている。尚この復元楽器は、2018年9月の第1回ショパン国際ピリオド楽器コンクールで使用された。

## プレイエルピアノでの録音
戦前のSPではこのメーカーで録音された演奏も多かった。中でもアルフレッド・コルトーの1930年代の録音は、全てプレイエルで行われている。
1. Yuan Sheng. Frederic Chopin. Ballades Nos 1-4/Impromptus Nos 1-4. Played on the 1845 Pleyel piano. Label: Piano Classics
2. Freddy Eichelberger. Beranger. Chansons. Pleyel 1845 piano. Early Piano series. CD 5. Label: Alpha Classics.
3. Ronald Brautigam. Felix Mendelssohn. Piano Concertos. Played on a copy of the 1830 Pleyel piano made by Paul McNulty. Label: Bis
4. Janusz Olejniczak Chopin evening around 1831 Pleyel.
5. Alexei Lubimov. Chopin, Bach, Mozart, Beethoven: at Chopin’s home piano. Played on the original 1843 upright Pleyel piano. Label: NIFCCD
6. Dina Yoffe. Fryderyk Chopin. Piano Concertos No 1 & 2. Version for one piano. Played on the 1848 Pleyel and the 1838 Erard pianos. Label: Fryderyk Chopin Institute
7. Viviana Sofronitsky, Sergei Istomin. Frederyk Chopin. Complete works for cello and piano. Played on a copy of the 1830 Pleyel piano made in 2010 by Paul McNulty. Label: Passacaille
8. Kevin Kenner. Fryderyk Chopin. 4 Impromptus. Played on the 1848 Pleyel piano. Label: Fryderyk Chopin Institute
9. Patrick Schneyder. Franz Liszt. Mazeppa. Early piano series. CD 10. Played on Pleyel piano 1846. Label: Alpha Classics.
10. Arthur Schoonderwoerd. Fryderyk Chopin. Mazurkas, Valses & other dances. Early Piano series. CD 7.  Played on Pleyel piano 1836. Label: Alpha Classics.
11. Tomasz Ritter. Fryderyk Chopin. Sonata in B Minor, Ballade in F minor, Polonaises, Mazurkas. Karol Kurpinski. Polonaise in D minor. Played on the 1842 Pleyel piano, the 1837 Erard piano and a copy of Buchholtz piano from ca 1825-1826 made by Paul McNulty. Label: Fryderyk Chopin Institute

12. 横山幸雄（ピアノ）[使用楽器：プレイエル（1910年製）　収録場所:上野学園石橋メモリアルホール] ショパンのピアノ独奏曲全212曲を収録。
レーベル:キングレコード

## 駅名
パリメトロ13号線の駅、カルフール・プレイエルは、プレイエルの社名が由来である。